# Лема Рабіновича
Лема Рабіновича — лема в комутативній алгебрі, що доводить еквівалентність загальної теореми Гільберта про нулі і деякого її часткового випадку (що іноді називається слабкою теоремою Гільберта про нулі). 

## Твердження
Нехай {\displaystyle K} — алгебраїчно замкнуте поле (наприклад, поле комплексних чисел).
Нехай {\displaystyle K[X_{1},\dots ,X_{n}]} — кільце многочленів від змінних {\displaystyle X_{1},\dots ,X_{n}} з коефіцієнтами з поля {\displaystyle K}
і нехай {\displaystyle I} — ідеал в тому кільці. Позначимо {\displaystyle V(I)} — афінний многовид, що визначається цим ідеалом, а {\displaystyle I(X)} — ідеал многочленів, що рівні нулю на многовиді X.
З теореми Гільберта про нулі випливає, що для кожного власного ідеалу кільця {\displaystyle K[X_{1},\dots ,X_{n}]}, множина {\displaystyle V(I)} є непорожньою. Це твердження називається слабкою теоремою Гільберта про нулі. Лема Рабіновича стверджує, що насправді слабка теорема є еквівалентною загальній.

## Доведення
Нехай {\displaystyle F\in I(V(I)).} Розглянемо ідеал {\displaystyle J\subseteq K[x_{1},\ldots ,x_{n+1}]}, породжений всіма многочленами з I і ще многочленом {\displaystyle x_{n+1}F-1\,}. Очевидно, {\displaystyle V(J)=0}. Отже, {\displaystyle 1\in J}, тобто 
{\displaystyle 1=\sum _{i=1}^{m}H_{i}F_{i}+H_{m+1}(x_{n+1}F-1)}
для деяких многочленів {\displaystyle H_{i}\in K[x_{1},\ldots ,x_{n+1}]} і деяких многочленів {\displaystyle F_{i}\in I}. Рівність є формальною рівністю многочленів, отже, ми можемо замінити в ній змінні x на будь-які значення, взяті з довільної К-алгебри .Замінивши xn+1 на 1/F , ми одержимо:
{\displaystyle 1=\sum _{i=1}^{m}H_{i}(x_{1},\ldots ,x_{n},1/F)F_{i}(x_{1},\ldots ,x_{n})}
Помноживши ці рівності на спільний знаменник, який дорівнює Fk
для деякого цілого k ми одержимо, що {\displaystyle F^{k}=\sum _{i=1}^{m}G_{i}F_{i}\in I} , де
Gi позначає {\displaystyle F^{k}H_{i}(x_{1},\ldots ,x_{n},1/F)}.